# Trojhlavý sval pažní
Trojhlavý sval pažní (lat. musculus triceps brachii) je velký kosterní sval, umístěný na laterální straně paže. Je natahovačem loketního kloubu a ohybačem ramenního kloubu. Je také antagonista dvojhlavého svalu, to znamená, že působí přesně naopak, dvojhlavý sval je ohybačem loketního kloubu.

## Trojhlavý sval u člověka
Jak už napovídá jeho název, trojhlavý sval má tři hlavy:
- dlouhá hlava (caput longum)
- laterální hlava (caput laterale)
- mediální hlava (caput mediale)

Trojhlavý pažní sval člověka tvoří 2/3 svalové hmoty paže.

## Odstupy a úpony
Dlouhá hlava odstupuje na okraji lopatky pod jámou pažního kloubu na hrbolku tuberculum infraglenoidale, laterální hlava odstupuje na pažní kosti, distálně od sulcus nervi radialis (linea m. tricipitis brachii, tuberositas deltoidea), mediální hlava odstupuje také na kosti pažní proximálně od sulcus nervi radialis (tuberositas teres major), přídatná hlava, pokud je přítomna, odstupuje při odstupu pažního svalu také na pažní kosti.
Všechny hlavy se upínají na okovec (olecranon ulnae) loketní kosti, výběžek, který můžeme nahmatat na vnější straně lokte.
Úponová šlacha bývá podložena synoviálním váčkem (bursa subtendinea m. tricipitis brachii).

## Trojhlavý sval u zvířat
Navzdory svému názvu, u skotu, prasete a šelem má čtyři hlavy:
- dlouhá hlava (caput longum)
- laterální hlava (caput laterale)
- mediální hlava (caput mediale)
- přídatná hlava (caput accessorium)

Sval vyplňuje prostor mezi lopatkou a pažní kostí, u dobře osvalených zvířat je možno povrchově uložené hlavy sledovat pod kůží. Na trup přechází v linii, která částečně překrývá srdeční krajinu a znesnadňuje tak auskultaci srdce, hlavně u koně a přežvýkavců.

### Trojhlavý sval u ptáků
I na ptačím křídle je sval, který se nazývá trojhlavým, a zhruba odpovídá trojhlavému svalu savců. Je natahovačem loketního kloubu.
Má tři části:
- m. scapulotriceps
- m. humerotriceps
- m. coracotriceps